# Rhodostemonodaphne revolutifolia
Rhodostemonodaphne revolutifolia är en lagerväxtart som beskrevs av S. Madriñán. Rhodostemonodaphne revolutifolia ingår i släktet Rhodostemonodaphne och familjen lagerväxter. Inga underarter finns listade i Catalogue of Life.